# 塔珀萊克 (紐約州村)
塔珀萊克（英語：Tupper Lake）是位於美國紐約州富蘭克林縣的村。

## 人口
根據2020年美國人口普查的數據，塔珀萊克的面積為5.53平方千米，當中陸地面積為5.42平方千米，而水域面積為0.11平方千米。當地共有人口3282人，而人口密度為每平方千米593人。